# Omer Vanaudenhove

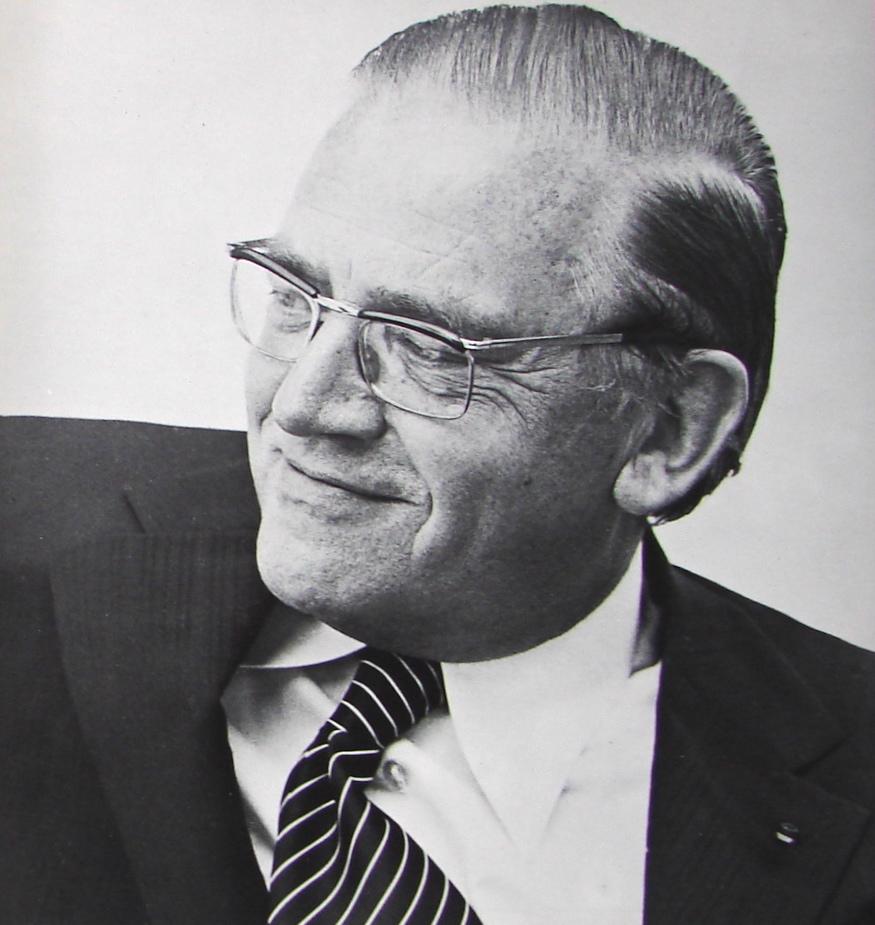
Omer Vanaudenhove

Omer Rudolphe Jean Burggraf Vanaudenhove (* 3. Dezember 1913 in Diest, Flämisch-Brabant, Belgien; † 26. November 1994 in Löwen, Flämisch-Brabant) war ein belgischer Unternehmer und liberaler Politiker der Partij voor Vrijheid en Vooruitgang-Parti de la liberté et du progrès (PVV-PLP).

## Biografie

### Unternehmerische Tätigkeit, Bürgermeister und Minister
Vanaudenhove entstammte einer liberalen Unternehmerfamilie und war der Zweite von drei Söhnen. Sein älterer Bruder Marcel Vanaudenhove war Direktor der Gemeindekreditanstalt von Belgien, während sein jüngerer Bruder Albert Vanaudenhove mit ihm zusammen den kleinen Familienbetrieb in Diest zu einem der größten Schuhunternehmen Belgiens ausbaute. Aus diesem Grund gab er sein Studium der Ingenieurwissenschaften 1932 wieder auf. 1939 trat er seinen Militärdienst bei den belgischen Streitkräften an, während sein Bruder Albert das Unternehmen weiterleitete. Nachdem er während des Zweiten Weltkrieges von der Wehrmacht gefangen genommen worden war, verbrachte er zwei Jahre im KZ Sachsenhausen.
Nach seiner Rückkehr nach Diest begann er bei den Wahlen zum Gemeinderat 1947 seine politische Laufbahn. Zwischen 1947 und 1972 war er ununterbrochen Mitglied des Gemeinderates von Diest. Nach dem Sieg der Liberalen Partei wurde er 1947 Bürgermeister und behielt dieses Amt bis Januar 1955. Daneben wurde er 1954 zum Mitglied des Senats kooptiert.
Dieses Amt gab er jedoch ebenfalls bereits im Januar 1955 ab, nachdem er von Premierminister Achille Van Acker als Nachfolger von Adolphe Van Glabbeke zum Minister für öffentliche Arbeiten und Wiederaufbau in die linksliberale vierte Regierung Van Ackers berufen wurde. Mit einer kurzen Unterbrechung im Jahr 1958 übte er dieses Amt auch in der nachfolgenden katholisch-liberalen Koalition von Premierminister Gaston Eyskens bis April 1961. In dieser Funktion setzte er sich für den Bau der ersten Autobahnen und anderen wichtigen öffentlichen Arbeiten im Zuge der Expo 58 ein.

### Parteivorsitzender und Rückzug aus der Politik
Nach seinem Ausscheiden aus der Regierung wurde er als Nachfolger von Roger Motz 1961 Vorsitzender der Liberalen Partei.
Nach mehreren vorhergehenden Wahlniederlagen beschloss er diese Partei in eine neue Partei umzubilden und so entstand noch 1961 die Partij voor Vrijheid en Vooruitgang-Parti de la Liberté et du Progrès (PVV-PLP). In der Folgezeit wurden auch einige katholische Politiker auf aussichtsreichen Listenplätzen gesetzt und dadurch die Attraktivität der Partei für neue Wählerschichten zu steigern. Tatsächlich errang die Partei zunehmend Wahlerfolge und konnte bei den Wahlen zur Abgeordnetenkammer 1965 einen Stimmengewinn von 21,6 Prozent verzeichnen. Dabei konnte die PVV-PLP zugleich den Anteil ihrer Mandate von 20 auf 48 vergrößern. Dadurch trat die PVV-PLP 1966 in die Regierung von Premierminister Paul Vanden Boeynants ein. Da sich Vanaudenhove jedoch entschloss weiterhin Parteivorsitzender zu bleiben, wurde Willy De Clercq Vizepremierminister im Kabinett Vanden Boeynants sowie zugleich Haushaltsminister.
Für seine politischen Verdienste wurde ihm am 12. Juli 1966 der Ehrentitel eines Staatsministers verliehen.
Im September 1968 trat er schließlich als Parteivorsitzender zurück und wurde in diesem Amt von Norbert Hougardy und Milou Jeunehomme abgelöst, die als Co-Vorsitzende der PVV-PLP bis Januar 1969 amtierten.
Nach seinem Ausscheiden aus dem politischen Leben widmete er sich wieder verstärkt dem Familienunternehmen. Dabei erweiterte er den Schuhgroßhandel Central Shoe um den Produktionsbetrieb Euro Vana. Später wurde diese beiden Betriebe zur heutigen Euro Shoe Unie zusammengeschlossen und daraus die bekannte belgische Schuhgeschäftskette Shoe Post gebildet. In der Folgezeit entstanden weitere Schuhgeschäftsketten wie Avance, Primo und Shoe Discount in Belgien sowie im Ausland.
1976 wurde er erneut Bürgermeister von Diest, trat jedoch 1978 aus Gesundheitsgründen von diesem Amt zurück. 1989 wurde ihm der Adelstitel eines Burggrafen verliehen.
Seine Ehefrau Elizabeth Eatough war zwischen 1982 und 2006 ebenfalls Mitglied des Gemeinderates von Diest. Anschließend wurde 2006 seine jüngste Tochter Pascale Vanaudenhove Mitglied des Gemeinderates der Stadt.